# Павлівська сільська рада (Радехівський район)
| Павлівська сільська рада — колишній орган місцевого самоврядування у Радехівському районі Львівської області з адміністративним центром у с. Павлів. Історична дата утворення: в 1939 році. Водоймища на території, підпорядкованій даній раді: річка Пересіка. Сільській раді підпорядковані населені пункти: - с. Павлів |

## Склад ради
Рада складається з 20 депутатів та голови.

### Керівний склад ради
| ПІБ                        | Основні відомості                                                                                                | Дата обрання | Дата звільнення |
| -------------------------- | --- | ------------ | --------------- |
| Свистун Ігор Володимирович | Сільський голова, 1962 року народження, освіта, член Всеукраїнського об'єднання «Батьківщина»                    | 26.03.2006   | 31.10.2010      |
| Свистун Ігор Володимирович | Сільський голова, 1962 року народження, освіта середня спеціальна, член Всеукраїнського об'єднання «Батьківщина» | 31.10.2010   |                 |

Примітка: таблиця складена за даними джерела